# KNVB-Pokal 1982/83
Der KNVB-Pokal 1982/83 war die 65. Auflage des niederländischen Fußball-Pokalwettbewerbs. Er begann am 4. September 1982 mit der Vorrunde, an der nur Amateurmannschaften teilnahmen.
Ab der ersten Runde kamen die 17 Mannschaften der Eerste Divisie sowie die drei Aufsteiger in die Eredivisie 1982/83 hinzu. Ab der zweiten Runde stiegen die 15 verbliebenen Erstligisten ein. 
Pokalsieger wurde Ajax Amsterdam. Das Team setzte sich in den beiden Finalspielen gegen NEC Nijmegen durch. Da Ajax auch nationaler Meister wurde, nahm der unterlegene Finalist am Europapokal der Pokalsieger teil.

## Modus
Bis zur 3. Runde und im Finale wurden die Begegnungen in einem Spiel entschieden. Das Viertelfinale, Halbfinale und Finale wurden in Hin- und Rückspiel ausgetragen. Wenn beide Mannschaften ein Spiel gewannen oder beide Spiele unentschieden ausgingen, gab es eine Verlängerung und evtl. ein Elfmeterschießen, unabhängig von der Anzahl der erzielten Tore.

## Vorrunde
Die Vorrunde fand am 4. und 5. September 1982 mit 28 Vereinen aus dem Amateurbereich statt.
| Datum      |                  | Ergebnis              |                     |
| ---------- | ---------------- | --------------------- | ------------------- |
| 04.09.1982 | VV Bennekom      | 2:1                   | VV SSS              |
| 04.09.1982 | DHC Delft        | 0:2 n. V.             | RC Leiderdorp       |
| 04.09.1982 | VV DOVO          | 3:0                   | RBC Roosendaal      |
| 04.09.1982 | VV Dubbeldam     | 1:3                   | NSVV Numansdorp     |
| 04.09.1982 | OWIOS Oldenbroek | 0:2                   | ACV Assen           |
| 04.09.1982 | RC Heemstede     | 1:3                   | VV IJsselmeervogels |
| 04.09.1982 | VV Rheden        | 0:2                   | DETO Twenterand     |
| 04.09.1982 | Rijnsburgse Boys | 4:1                   | TSC Oosterhout      |
| 05.09.1982 | VV Drachten      | 1:2                   | USV Elinkwijk       |
| 05.09.1982 | FC Emmen         | 2:0                   | RKVV Zwaagdijk      |
| 05.09.1982 | SV Heerlen       | 2:3                   | WKE Emmen           |
| 05.09.1982 | TSV LONGA        | 0:0 n. V. (5:4 i. E.) | VV Caesar Beek      |
| 05.09.1982 | RKC Waalwijk     | 1:4 n. V.             | ROHDA Raalte        |
| 05.09.1982 | SV Zwolsche Boys | 0:0 n. V. (3:4 i. E.) | ASV DWV Amsterdam   |

## 1. Runde
Teilnehmer: Die 14 Sieger der Vorrunde, die 17 Mannschaften der Eerste Divisie und die drei Aufsteiger in die Eredivisie 1982/83.
| Datum      |                     | Ergebnis  |                        |
| ---------- | ------------------- | --------- | ---------------------- |
| 09.10.1982 | ACV Assen           | 2:6       | FC Volendam            |
| 09.10.1982 | SC Cambuur          | 4:2       | NSVV Numansdorp        |
| 09.10.1982 | FC Den Haag         | 3:0       | RC Leiderdorp          |
| 09.10.1982 | DETO Twenterand     | 1:0       | DS '79                 |
| 09.10.1982 | VV DOVO             | 2:3       | Helmond Sport          |
| 09.10.1982 | FC Emmen            | 3:2       | SVV Schiedam           |
| 09.10.1982 | Excelsior Rotterdam | 2:0       | Rijnsburgse Boys       |
| 09.10.1982 | SC Heerenveen       | 1:0       | VV Bennekom            |
| 09.10.1982 | SC Telstar 1963     | 1:0       | FC Den Bosch ʼ67       |
| 09.10.1982 | VVV-Venlo           | 4:0       | ROHDA Raalte           |
| 09.10.1982 | FC Wageningen       | 2:1 n. V. | USV Elinkwijk          |
| 09.10.1982 | VV IJsselmeervogels | 2:4       | Fortuna Sittard        |
| 10.10.1982 | SC Amersfoort       | 1:3       | SC Veendam             |
| 10.10.1982 | ASV DWV Amsterdam   | 1:0       | VV Eindhoven           |
| 10.10.1982 | TSV LONGA           | 3:1 n. V. | SC Heracles Almelo '74 |
| 10.10.1982 | MVV Maastricht      | 0:1       | BV De Graafschap       |
| 10.10.1982 | Vitesse Arnheim     | 6:1       | WKE Emmen              |

## 2. Runde
Teilnehmer: Die 17 Sieger der 1. Runde und die besten 15 Mannschaften der Eredivisie 1981/82
| Datum      |                     | Ergebnis              |                          |
| ---------- | ------------------- | --------------------- | ------------------------ |
| 13.11.1982 | AZ '67 Alkmaar      | 2:3                   | FC Volendam              |
| 13.11.1982 | DETO Twenterand     | 2:3                   | BV De Graafschap         |
| 13.11.1982 | FC Emmen            | 1:7                   | PSV Eindhoven            |
| 13.11.1982 | HFC Haarlem         | 4:1                   | Fortuna Sittard          |
| 13.11.1982 | Helmond Sport       | 4:4 n. V. (4:3 i. E.) | FC Utrecht               |
| 13.11.1982 | NAC Breda           | 0:3                   | Ajax Amsterdam           |
| 13.11.1982 | NEC Nijmegen        | 3:0                   | SC Cambuur               |
| 13.11.1982 | VVV-Venlo           | 2:2 n. V. (4:2 i. E.) | Sparta Rotterdam         |
| 13.11.1982 | FC Wageningen       | 2:1                   | Vitesse Arnheim          |
| 13.11.1982 | Willem II Tilburg   | 1:2                   | SC Veendam               |
| 14.11.1982 | FC Den Haag         | 3:3 n. V. (3:1 i. E.) | ASV DWV Amsterdam        |
| 14.11.1982 | Excelsior Rotterdam | 3:5                   | FC Groningen             |
| 14.11.1982 | Feyenoord Rotterdam | 4:1                   | SC Heerenveen            |
| 14.11.1982 | TSV LONGA           | 1:4                   | Roda JC Kerkrade         |
| 14.11.1982 | SC Telstar 1963     | 2:2 n. V. (2:3 i. E.) | Go Ahead Eagles Deventer |
| 14.11.1982 | FC Twente Enschede  | 2:0                   | PEC Zwolle '82           |

## 3. Runde
Teilnehmer: Die 16 Sieger der 2. Runde
| Datum      |                          | Ergebnis  |                     |
| ---------- | ------------------------ | --------- | ------------------- |
| 08.01.1983 | Go Ahead Eagles Deventer | 4:1       | FC Volendam         |
| 08.01.1983 | Helmond Sport            | 2:3 n. V. | Roda JC Kerkrade    |
| 09.01.1983 | Ajax Amsterdam           | 3:2       | FC Den Haag         |
| 09.01.1983 | FC Groningen             | 2:0       | Feyenoord Rotterdam |
| 09.01.1983 | HFC Haarlem              | 6:1       | FC Twente Enschede  |
| 09.01.1983 | NEC Nijmegen             | 2:0       | BV De Graafschap    |
| 09.01.1983 | VVV-Venlo                | 0:3       | PSV Eindhoven       |
| 09.01.1983 | FC Wageningen            | 3:1       | SC Veendam          |

## Viertelfinale
Wenn ab dieser Runde je eine Mannschaft ein Spiel gewann oder beide Spiele unentschieden ausgingen, gab es eine Verlängerung und evtl. ein Elfmeterschießen.
| Datum             |                | Gesamt          |                          | Hinspiel | Rückspiel |
| ----------------- | -------------- | --------------- | ------------------------ | -------- | --------- |
| 23.02./09.03.1983 | Ajax Amsterdam | 5:1             | Roda JC Kerkrade         | 2:0      | 3:1       |
| 23.02./09.03.1983 | HFC Haarlem    | 5:1             | Go Ahead Eagles Deventer | 4:0      | 1:1       |
| 23.02./09.03.1983 | PSV Eindhoven  | 2:2 (4:3 i. E.) | FC Groningen             | 2:0      | 0:2 n. V. |
| 23.02./09.03.1983 | FC Wageningen  | 4:3 (4:3 i. E.) | NEC Nijmegen             | 3:1      | 1:2 n. V. |

## Halbfinale
| Datum             |                | Gesamt          |               | Hinspiel | Rückspiel |
| ----------------- | -------------- | --------------- | ------------- | -------- | --------- |
| 30.03./13.04.1983 | Ajax Amsterdam | 3:3 (3:2 i. E.) | PSV Eindhoven | 2:0      | 1:3 n. V. |
| 30.03./13.04.1983 | HFC Haarlem    | 2:2 (4:5 i. E.) | NEC Nijmegen  | 2:2      | 0:0 n. V. |

## Finale

### Hinspiel
| Ajax Amsterdam                                    | Ajax Amsterdam | NEC Nijmegen | NEC Nijmegen | Aufstellung                                   |
| ------------------------------------------------- | --- | --- | ------------ | --------------------------------------------- |
| Ajax Amsterdam                                    | \| 10. Mai 1983 in Watergraafsmeer (De Meer Stadion) \| \| Ergebnis: 3:1 (0:0) \| \| Zuschauer: 7.700 \| \| Schiedsrichter: Henk Weerink \| \| Spielbericht \|                                                    | \| 10. Mai 1983 in Watergraafsmeer (De Meer Stadion) \| \| Ergebnis: 3:1 (0:0) \| \| Zuschauer: 7.700 \| \| Schiedsrichter: Henk Weerink \| \| Spielbericht \|                                        | NEC Nijmegen | Aufstellung Ajax Amsterdam gegen NEC Nijmegen |
| Ajax Amsterdam                                    | Piet Schrijvers – Keje Molenaar, Jan Mølby, Edo Ophof, Peter Boeve – Gerald Vanenburg, Frank Rijkaard, Dick Schoenaker, Søren Lerby – Marco van Basten (46. John van ’t Schip), Wim Kieft Cheftrainer: Aad de Mos | Harry Schellekens – Dick Mulderij, Piet Wijnberg, Sije Visser , Peter Selbach – Toon Willemse, Hans Wanders, John Vievermans, Wim van Zinnen – Frans Janssen, Henk Grim Cheftrainer: Pim van de Meent | NEC Nijmegen | Aufstellung Ajax Amsterdam gegen NEC Nijmegen |
| Ajax Amsterdam                                    | 1:0 Søren Lerby (49.) 2:1 Dick Schoenaker (66.) 3:1 Edo Ophof (86.) | 1:1 Dick Mulderij (54.) | NEC Nijmegen | Aufstellung Ajax Amsterdam gegen NEC Nijmegen |
| 10. Mai 1983 in Watergraafsmeer (De Meer Stadion) | | |              |                                               |
| Ergebnis: 3:1 (0:0)                               | | |              |                                               |
| Zuschauer: 7.700                                  | | |              |                                               |
| Schiedsrichter: Henk Weerink                      | | |              |                                               |
| Spielbericht                                      | | |              |                                               |

### Rückspiel
| NEC Nijmegen                              | NEC Nijmegen | Ajax Amsterdam | Ajax Amsterdam | Aufstellung                                   |
| ----------------------------------------- | --- | --- | -------------- | --------------------------------------------- |
| NEC Nijmegen                              | \| 17. Mai 1983 in Nijmegen (Goffertstadion) \| \| Ergebnis: 1:3 (0:0) \| \| Zuschauer: 24.000 \| \| Schiedsrichter: Jan Keizer \| \| Spielbericht \|                                                    | \| 17. Mai 1983 in Nijmegen (Goffertstadion) \| \| Ergebnis: 1:3 (0:0) \| \| Zuschauer: 24.000 \| \| Schiedsrichter: Jan Keizer \| \| Spielbericht \|                                                                           | Ajax Amsterdam | Aufstellung NEC Nijmegen gegen Ajax Amsterdam |
| NEC Nijmegen                              | Harry Schellekens – Toon Willemse, Dick Mulderij, Sije Visser , Carlos Aalbers – Piet Wijnberg, Wim van Zinnen, John Vievermans, Albert Helsper – Frans Janssen, Henk Grim Cheftrainer: Pim van de Meent | Piet Schrijvers – Edo Ophof, Jan Mølby, Frank Rijkaard, Peter Boeve – Sonny Silooy, Dick Schoenaker, Johan Cruyff, Søren Lerby – Gerald Vanenburg (81. Wim Kieft), Jesper Olsen (81. John van ’t Schip) Cheftrainer: Aad de Mos | Ajax Amsterdam | Aufstellung NEC Nijmegen gegen Ajax Amsterdam |
| NEC Nijmegen                              | 1:2 Henk Grim (59., Foulelfmeter) | 0:1 Gerald Vanenburg (46.) 0:2 Gerald Vanenburg (52.) 1:3 Johan Cruyff (71.) | Ajax Amsterdam | Aufstellung NEC Nijmegen gegen Ajax Amsterdam |
| 17. Mai 1983 in Nijmegen (Goffertstadion) | | |                |                                               |
| Ergebnis: 1:3 (0:0)                       | | |                |                                               |
| Zuschauer: 24.000                         | | |                |                                               |
| Schiedsrichter: Jan Keizer                | | |                |                                               |
| Spielbericht                              | | |                |                                               |